# Drätselkammare

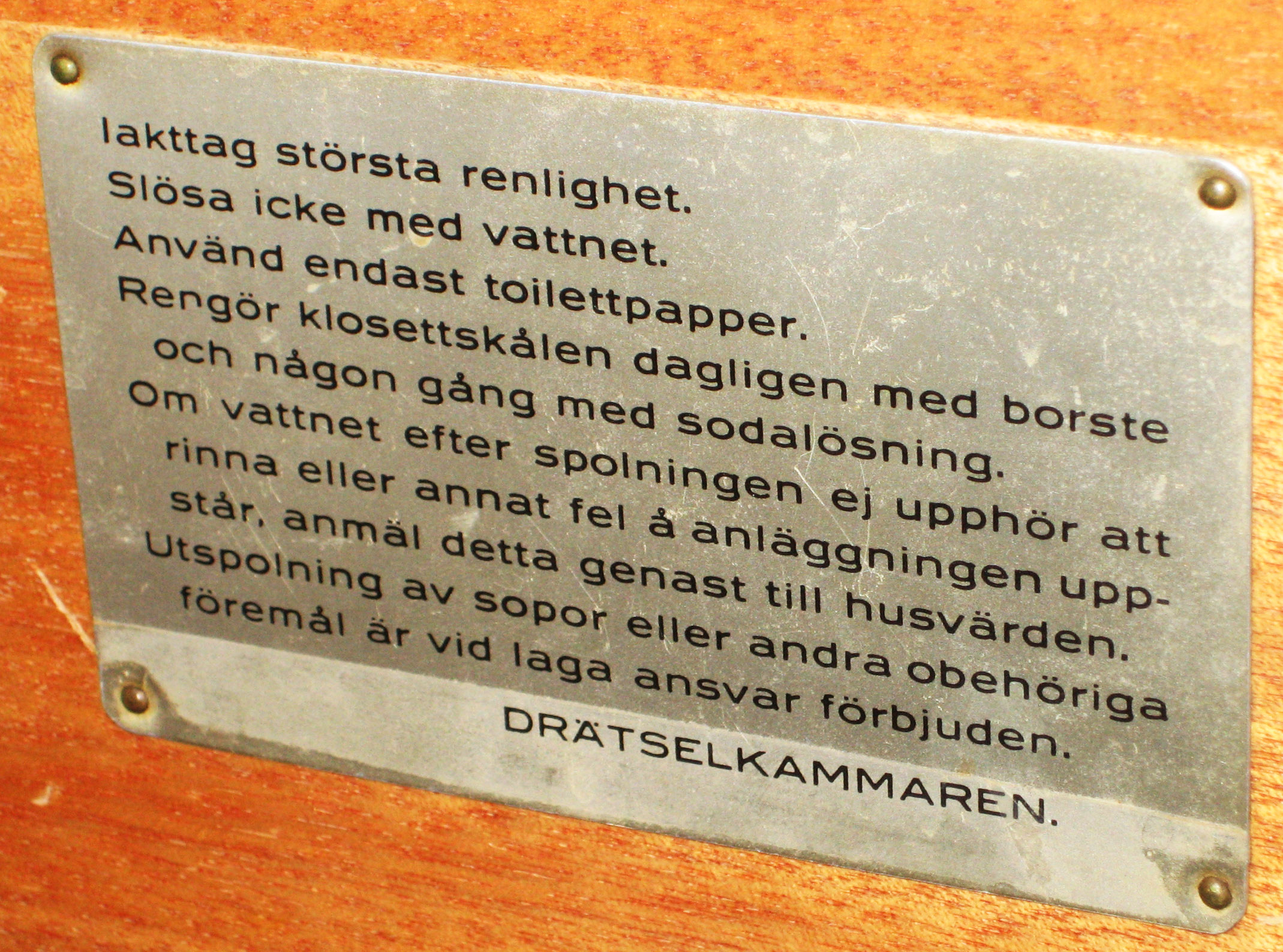
Drätselkammarens toalettinstruktioner placerade på insidan av toalettdörren i en 50-talslägenhet i Lund.

Drätselkammare var namnet på styrelsen i en stad i Sverige. Egentligen var drätselkammaren ett utskott valt av stadsfullmäktige som skötte stadens ekonomi (jämför ordet och artikeln drätsel). På grund av denna viktiga syssla blev den också stadens styrelse i egentlig mening.
I städerna Stockholm, Göteborg och Helsingborg var drätselkammarens uppgifter såsom stadens styrelse och verkställande organ ersatt av ett stadskollegium. Dock kunde drätselkammaren där sköta ekonomifrågor.
I Stockholm fanns till exempel en särskild drätselnämnd utöver stadskollegiet. Ordförande där var samma person som var ordförande i den så kallade borgarrådsberedningen, nämligen finansborgarrådet. Detta borgarråd var (och är) det viktigaste borgarrådet.
År 1840 uppgavs drätselkammare finnas i åtskilliga svenska städer och genom 1862 års kommunalförordningar blev denna obligatorisk för samtliga svenska städer (utom Stockholm). Eftersom drätselkammarens arbetsbörda kunde bli alltför hög genomfördes efterhand ofta en uppdelning av denna i olika avdelningar. I exempelvis Malmö uppdelades drätselkammaren 1886 i första avdelningen, vilken handhade kommunalskatteväsendet och medelsförvaltningen och utgjorde stadens egentliga styrelse och den andra avdelningen, vilken bland annat handhade frågor rörande byggnader, gator, renhållning och vattenledningar. I samfälld drätselkammare behandlades ärenden som uttryckligen hänskjutits till hela drätselkammaren av länsstyrelsen, magistraten, stadsfullmäktige eller någon av drätselkammarens avdelningar. År 1923 infördes en tredje avdelning för fastighetsärenden. År 1955 ersattes drätselkammarens andra avdelning av gatunämnden och tredje avdelningen av fastighetsnämnden.    
Begreppet drätselkammare användes fram till kommunreformen 1971, då istället en enhetlig kommuntyp infördes med enhetligt benämnda institutioner. Drätselkammaren (och kommunalnämnden i landskommunerna och köpingarna) ersattes då av kommunstyrelsen.